# Galium brunneum
Galium brunneum là một loài thực vật có hoa trong họ Thiến thảo. Loài này được Munby mô tả khoa học đầu tiên năm 1889.